# Римокатоличка црква Светог арханђела Михаила у Бачком Брегу
Римокатоличка црква Светог арханђела Михаила у Бачком Брегу, месту у општини Сомбор, подигнута је 1786. године и има статус споменика културе од великог значаја.
Црква је изграђена на месту старије црквене грађевине из 1740. године, у духу барока, са препознатљивим утицајима класицизма. Одлике храма су складност пропорција са издуженом једнобродном основом, на истоку са полукружном олтарском апсидом, уз чији је северни део постављена сакристија и са доминантним западним прочељем над којим се уздиже звоник.
Унутрашњост је украшена прецизно обликованим мобилијаром и јасним орнаменталним мотивима, где је декоративност је нешто израженија на полуобличастим луковима, који повезују масивне пиластре прислоњене уз бочне зидове, и на сферним сводовима између њих, рад Ебера Шандора из 1918. године. Икону патрона храма на главном олтару израдио је Јозеф Ференц Фалконер, члан познате сликарске породице из Будимпеште, који је радио још у неколико римокатоличких цркава у Бачу крајем 18. и почетком 19. века. Сцену Pieta на бочном олтару потписао је 1794. године Јохан Георг Бадер, највероватније члан сликарске породице из Ајхштата у Немачкој. 
Конзерваторски радови изведени су 1975–1976. и 1983. године.